# René Prioux
René Jacques Adolphe Prioux, né le 11 avril 1879 à Bordeaux et mort le 16 juin 1953 à Alger, est un général d'armée français.

## Biographie
Engagé volontaire pour 4 ans le 9 août 1897 à la mairie de Bernay (Eure), il est dragon au 6e régiment de dragons. Le 30 octobre 1897, il intègre l'École spéciale militaire de Saint-Cyr, il en sort sous-lieutenant dans le 6e régiment de chasseurs le 1er octobre 1899. Lieutenant deux ans plus tard, il rejoint successivement le 21e régiment de chasseurs (24 janvier 1907), fait un stage à l'état-major du 19e corps d'armée (22 octobre 1908), est nommé à l'état-major de la 1re brigade de cavalerie d'Algérie (22 octobre 1910), Capitaine hors-cadres le 27 mars 1911, il rejoint le 25 décembre 1911 le 3e régiment de chasseurs d'Afrique puis est de nouveau placé hors-cadres en mars 1914.
La guerre le place au Grand quartier général de l'Armée puis à l'état-major du 34e corps d'armée le 7 novembre 1914. Il est ensuite détaché à l'état-major du détachement d'armée des Vosges puis à celui de la VIIe armée, puis à celui du détachement d'armée de Belgique. Il est enfin fixé à l'état-major du  36e corps d'armée le 22 mai 1915, passe chef d'escadron le 9 avril 1917 puis quitte le 36e CA pour le 5e régiment de dragons le 18 février 1918. Hors-cadres à l'état-major de la 164e DI, il devient chef d'état-major de la 52e DI le 10 février 1919.
À l'État-major du Maroc en mars 1919, il est stagiaire à l'École supérieure de guerre en septembre 1919 et maintenu hors-cadres par décision ministérielle. Professeur à l'École supérieure de guerre en 1921, il est chargé du cours de cavalerie en janvier 1923, obtient le grade de lieutenant-colonel le 25 décembre 1923 puis rejoint le 8e régiment de spahis le 21 août 1925, qu'il commande à partir de mars 1926. Affecté pour ordre au 11e régiment de cuirassiers, il fait partie de la mission militaire française en Pologne en 1929, il en devient le chef le 9 octobre 1931 et est nommé général de brigade le 12 août 1932.
Placé de nouveau en disponibilité en septembre 1932, il reçoit le commandement de la Cavalerie de Tunisie en octobre de la même année. Le 1er février 1936, il est nommé directeur de la Cavalerie au ministère de la Guerre avec le grade de général de division le mois suivant. Commandant la 7e Région à Besançon en février 1938, il devient inspecteur général de la Cavalerie (le 1er février 1939) tout en conservant le commandement de la 7e Région où il est finalement remplacé en mai 1939.
Nommé au commandement du corps de Cavalerie le 2 septembre 1939, il le conduit jusqu'en Belgique dans le cadre du plan Dyle-Breda, où il a la mission de ralentir la progression allemande vers la trouée de Gembloux donnant lieu à la bataille de Hannut. À la suite de l'accident mortel du général Billotte, il remplace le général Blanchard à la tête de la 1re armée le 26 mai 1940, et est fait prisonnier de guerre le 29 du même mois. Il passe sa captivité à la Forteresse de Königstein, en Saxe. Rapatrié en avril 1942, il est placé dans le cadre de réserve en mai et reçoit en septembre rang et appellation de général d'armée.
Après l'opération Torch, âgé de 63 ans, il est rappelé et nommé Major général des armées auprès du Général Giraud, « commandant civil et militaire » en Algérie. Dès le 5 décembre 1942, il reconstitue les bureaux de recrutement pour les Français de souche et les sections spéciales de recrutement pour les indigènes, telles qu’elles existaient avant 1940. Il participe ainsi à la mobilisation pour la campagne de Tunisie. Mais le 29 mars 1943, il proclame sa fidélité au maréchal Pétain à Dakar et à Bamako le lendemain. Il constitue ainsi une cible vichyste pour de Gaulle, qui le place à la retraite.
Il a laissé des Souvenirs de guerre (1939-1943). Retiré à Alger, il y meurt en 1953.

## Décorations
- Chevalier de la Légion d'honneur le 7 novembre 1914
- Officier de la Légion d'honneur le 28 décembre 1921
- Croix de guerre 1939-1945
- Commandeur de la Légion d'honneur le 30 décembre 1936
- Grand Officier de la Légion d'honneur le 4 juin 1940
- Commandeur avec étoile de l'Ordre de Polonia Restituta en mars 1933